# Заточино
Заточино (рос. Заточино) — присілок Гагарінського району Смоленської області Росії. Входить до складу Пречистенського сільського поселення.
Населення — 7 осіб. 